# Taifun
Taifun este denumirea cicloanelor tropicale, care se formează în partea de nord-vest a Oceanului Pacific, între 180° și 100°E.

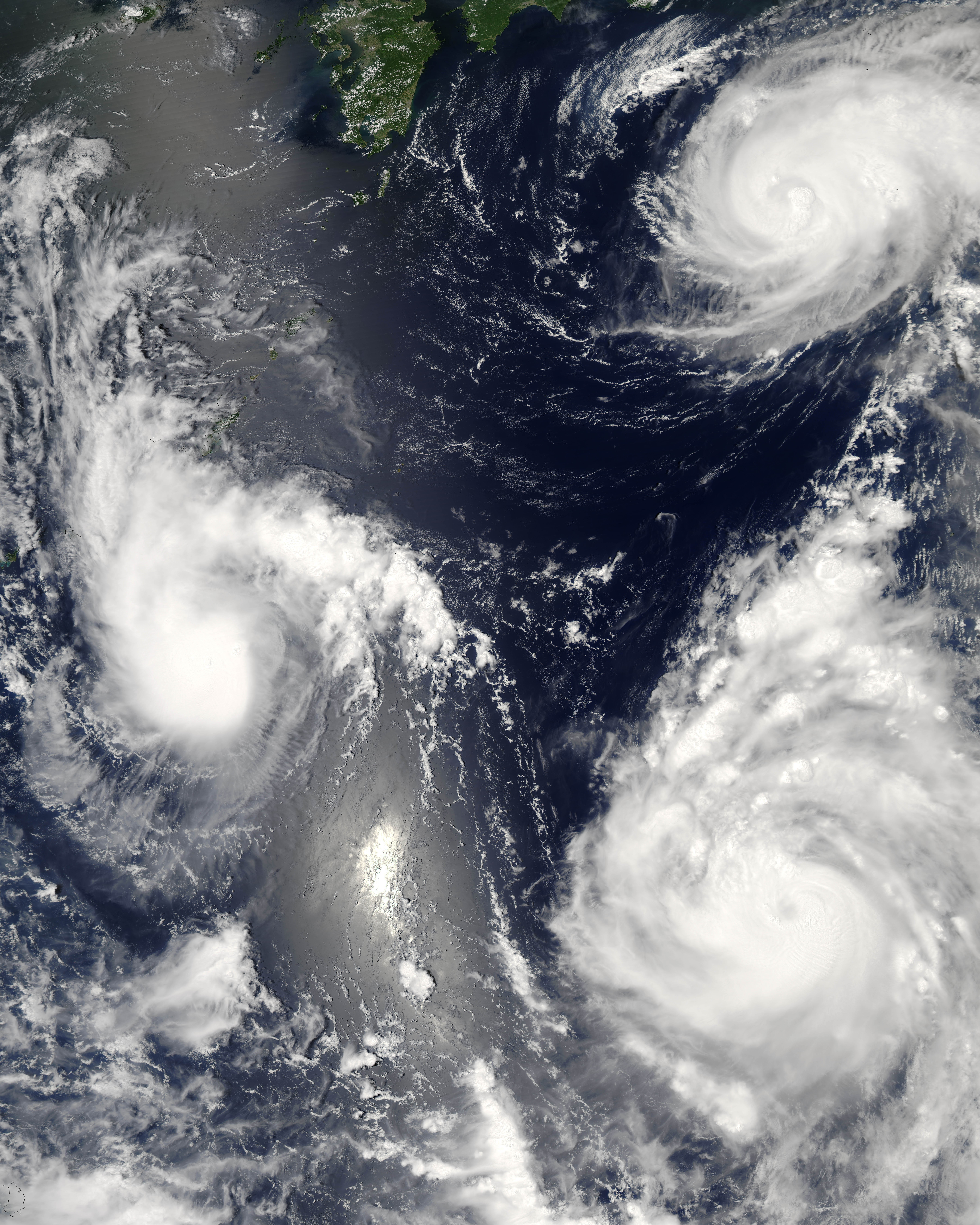
Trei taifunuri diferite rotindu-se deasupra părții de vest a Oceanului Pacific la 7 august 2006

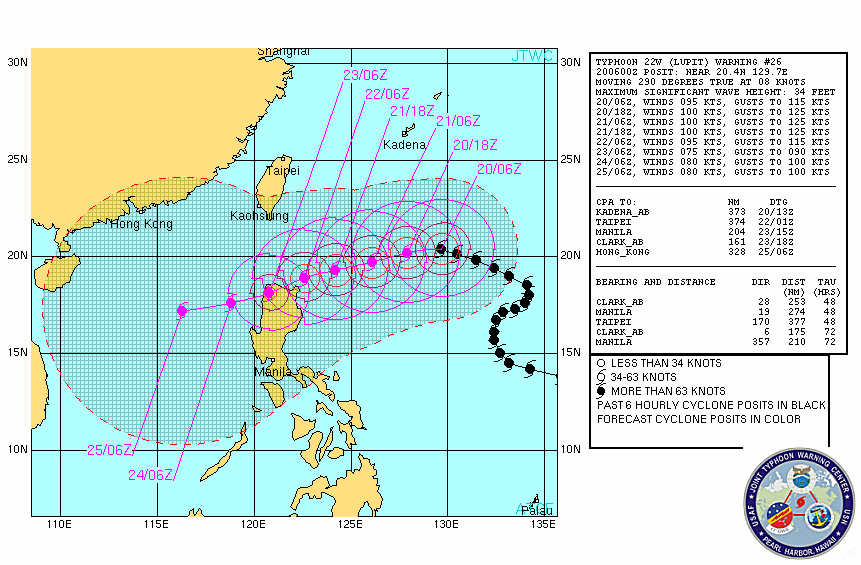

| Total furtuni | An                       | Tropical furtuni | Taifunuri   | Super Taifunuri |
| ------------- | ------------------------ | ---------------- | ----------- | --------------- |
| 39            | 1964                     | 13               | 19          | 7               |
| 35            | 1965 1967 1971           | 14 15 11         | 10 16 16    | 11 4 4          |
| 34            | 1994                     | 14               | 14          | 6               |
| 33            | 1996                     | 12               | 15          | 6               |
| 32            | 1974                     | 16               | 16          | 0               |
| 31            | 1989 1992 2013           | 10 13 18         | 15 17 8     | 6 5 5           |
| 30            | 1962 1966 1972 1990 2004 | 7 10 8 9 10      | 17 20 17 13 | 6 3 2 4 7       |